# Шестой элемент
«Шесто́й элеме́нт» (англ. 2001: A Space Travesty) — фантастическая кинокомедия 2000 года. Режиссёр Аллан Голдштейн.

## Сюжет
2 678 / 5 000
Ричард «Дик», детектив специального назначения, спасает ресторан быстрого питания от захвата заложников террористами, к большому неудовольствию начальника полиции. Он уезжает и возвращается в полицейский участок, где встречается со своим боссом, секретарем Скунсом, который знакомит его с сотрудницей полиции Кассандрой Бондаж. Она рассказывает ему, как видела опыт клонирования президента Соединенных Штатов Америки Билла Клинтона, имя которого остается неназванным на протяжении всего фильма.
Дикса отправляют на объект клонов, лунную базу под названием Веган. Он устраивает хаос по пути туда, достигает Вегана и встречает лейтенанта Брэдфорда Жопена. По пути на встречу с главным подозреваемым в клонировании, доктором Гриффином Взад, Дик сталкивается со странными событиями по всей колонии, связанными с некоторыми пришельцами, которые там живут.
Во время очень странного инцидента с пришельцем, который вот-вот взорвется, Дикс встречает капитана Валентино Ди Паскуале, с которым он разделит свою каюту. Дик и Жопен добираются до покоев доктора Взад и беседуют с ним. Жопен уходит, а Взад берет Дикса на экскурсию по своей лаборатории клонов. Во время экскурсии он встречает доктора Уши Кюнстлер, с которой он едет на лифте на встречу с мисс Бондаж. Доктор Кюнстлер отпускает их вдвоем, и они отправляются на вечеринку, где могут быть подозреваемые.
Взад и Бондаж ужинают, в то время как Дик сталкивается с париком Пратта. Он покидает вечеринку и идет в свои покои с Валентино. Там тот показывает ему свой огромный набор для перевоплощений. Дику звонит мисс Бондаж и сообщает, что они собираются совершить налет на покои Взада. Дик уничтожает веганскую модель и размазывает краску по всему помещению. Затем он натыкается на аппарат, и тот начинает очень громко играть канкан.
Взад возвращается в свою комнату, чтобы обнаружить, что Дик сбежал. Он идет к нему в комнату и угрожает ему. Дик рассказывает все Бондаж, и вскоре Бондаж похищают головорезы Взада. Взад притворяется, что помогает Дику найти президента и спасти мисс Бондаж, но головорезы Взада заманивают их в ловушку. Мисс Бондаж использует свои навыки боевых искусств, и президент, Дик и Бондаж сбегают обратно на Землю. Затем спасенного ими президента заменяют президентом в Белом доме, и внезапно Дик узнает, что в Белый дом он поместил клона.
Они понимают, что босс Дика тоже связан с Взадом. Дик, президент, Бондаж, Валентино, Жопен и Кюнстлер идут на концерт Трех теноров, которые поют песни Village People. Президенты ввязываются в драку на сцене, и весь концерт срывают из-за того, что Жопен путается с панелью управления. Затем Кюнстлер обманывает Дика и признает, что она на самом деле инопланетянка. После того, как Бондаж убивает ее, президента заменяют, и Бондаж отправляется с Диком в ресторан на свидание.

## В ролях
| Актёр           | Роль                              |
| --------------- | --------------------------------- |
| Лесли Нильсен   | детектив Ричард (Дик) Членс       |
| Офелия Винтер   | доктор Кассандра Бондаж           |
| Питер Иган      | доктор Гриффин Взад               |
| Дэмайан Мэйсон  | президент США Билл Клинтон        |
| Эцио Греджо     | капитан Валентино ди Паскуале     |
| Пьер Эдвардс    | лейтенант Брэдфорд Жопен          |
| Дэвид Фокс      | секретарь Скунс                   |
| Сэм Стоун       | начальник полиции Холверсон       |
| Мишель Перрон   | знаменитый тенор Лучано Паваротти |
| Тереза Барнуэлл | Первая леди Хиллари Клинтон       |